# Dichondra sericea
Dichondra sericea u oreja de ratón es una especie de plantas del género Dichondra de la familia de las convolvuláceas.

## Descripción
Son hierbas; tallos rastreros con raíces en los nudos, pilósos a glabrescentes. Hojas reniformes a cordado-orbiculares, generalmente 8–20 mm de ancho, ampliamente redondeadas a emarginadas en el ápice, cordadas en la base, levemente pilosas en ambas superficies o seríceas en el envés, especialmente las hojas más jóvenes. Flores solitarias; sépalos oblongos a oblongo-espatulados, casi tan largos como la corola, obtusos y seríceos; corola rotácea, 2 mm de largo, amarillenta a amarillo-verdosa; estambres y estilo incluidos, polen 3-colpado; estilos dos, libres hasta la base, los estigmas globosos, ovario 2-locular. Frutos capsulares, bilobados o a veces no lobados, densamente pilosos; semillas una o dos, glabras.

## Distribución y hábitat
Originaria de la región tropical y subtropical. Habita en climas cálidos y semicálidos entre los 200 y los 700 m s. n. m. Asociada a bosque tropical perennifolio.

## Propiedades
En enfermedades del hígado se emplea toda la planta en cocción y se administra por vía oral. También se le ocupa para que los niños duerman bien.

## Taxonomía
Dichondra sericea fue descrita por Peter Olof Swartz y publicado en Nova Genera et Species Plantarum seu Prodromus 54. 1788.